# Alice et les Magiciens
Alice et les Magiciens (titre original : The Triple Hoax, littéralement : La Triple Mystification) est le cinquante-septième roman de la série Alice (Nancy Drew en VO) écrit par Caroline Quine, nom de plume collectif de plusieurs auteurs. L'auteur de ce roman est Harriet Adams. 
Aux États-Unis, le roman a été publié pour la première fois en 1979 par Grosset & Dunlap, New York. En France, il est paru pour la première fois en 1983 chez Hachette Jeunesse dans la collection « Masque Jeunesse » sous le no 8.

## Résumé
Remarque : le résumé est basé sur l’édition cartonnée non abrégée parue en 1983 en langue française.
Cécile Roy, la tante d'Alice, demande à sa nièce de venir la rejoindre à New York afin d'élucider une escroquerie dont a été victime une riche amie, extorquée de milliers de dollars par un agent de tourisme pour un voyage à l'étranger qu'elle avait prépayé. En compagnie de ses amies Bess et Marion, Alice s'envole pour New York. Le trio profite du séjour pour assister à une représentation de tours de magie donnée par la troupe « Les Farceurs » : avec une adresse hors du commun, les magiciens subtilisent les sacs à mains et porte-feuilles de nombreuses personnes dans le public puis, après un assez long moment, les restituent à leurs propriétaires. Alice est intriguée : pourquoi les magiciens n'ont-ils pas immédiatement rendu les objets aux spectateurs, comme c'est habituellement le cas ? 
Bess est bientôt contactée par un inconnu qui souhaite lui vendre à un prix alléchant un séjour à vie à l'hôtel du Beau-rivage où elle a séjourné l'année précédente. Il se recommande de la mère de Bess, qui, dit-il, l'a informé que sa fille avait sur elle son livret bancaire et pouvait donc avancer l'agent sans délai. Lorsque, à la demande d'Alice, Bess téléphone à sa mère pour obtenir une confirmation des informations, celle-ci nie avoir jamais parlé du livret bancaire. Alice et ses amies décident de retourner assister à une nouvelle séance de magie de la troupe et d'épier leurs moindres faits et gestes…

## Personnages principaux
- Personnages récurrents
  - Alice Roy : dix-huit ans, blonde, fille de l'avocat James Roy, orpheline de mère.
  - James Roy : avocat de renom, père d'Alice Roy, veuf.
  - Bess Taylor : jeune fille blonde et rondelette, l'une des meilleures amies d'Alice.
  - Marion Webb : jeune fille brune et sportive, cousine germaine de Bess et l'une des meilleures amies d'Alice.
  - Ned Nickerson : jeune homme brun et athlétique, étudiant à l'université d'Emerson, ami et le chevalier servant d'Alice.
  - Sarah : la vieille bonne des Roy, qui a élevé Alice à la mort de sa mère.

- Personnages spécifiques à ce roman
  - Cécile Roy : tante célibataire d'Alice, sœur de James Roy. Elle habite à New York.
  - Annabelle Richard : riche veuve, amie de Cécile Roy.
  - Henry Clark : faux nom du malfaiteur qui a escroqué Annabelle Richard.
  - Les Farceurs (The Hoaxters en VO) : une troupe de magiciens.
  - Ronaldo Jensen : un magicien.
  - Henry parker : démarcheur.
  - Ivan : le chauffeur de Annabelle Richard.

## Éditions françaises
- 1983 : Éditions Hachette, collection Masque Jeunesse no 8, format de poche souple (français, version originale). Illustré par Philippe Daure. Texte français de Martine Millon. 20 chapitres. 187 pages.
- 1987 : Éditions Hachette, collection Bibliothèque verte (série hachurée), format cartonné (français, version abrégée). Illustré par Philippe Daure. Texte français de Martine Millon. 20 chapitres. 187 pages[4].
- 1988 : Éditions Hachette, collection Bibliothèque verte no 458, format de poche souple (français, originale). Illustré par Philippe Daure. Texte français de Martine Millon. 20 chapitres. 187 pages.
- 2000 : Éditions Hachette, collection Bibliothèque verte no 458, (série à timbre) format mi-souple (français, originale). Illustré par Philippe Daure. Texte français de Martine Millon. 20 chapitres. 187 pages.